# Tephritopyrgota nigromaculata
Tephritopyrgota nigromaculata är en tvåvingeart som beskrevs av Willi Hennig 1960. Tephritopyrgota nigromaculata ingår i släktet Tephritopyrgota och familjen Pyrgotidae.
Artens utbredningsområde är Madagaskar. Inga underarter finns listade i Catalogue of Life.